# 제9대 스펜서 백작 찰스 스펜서
제9대 스펜서 백작 찰스 스펜서(Charles Spencer, 9th Earl Spencer, 1964년 5월 20일 ~ )는 영국의 귀족이자 작가, 저널리스트, 방송인이다. 그는 웨일스 공비 다이애나의 남동생이고 웨일스 공 윌리엄과 서식스 공작 해리의 외삼촌이다.
| 전임 존 스펜서 | 그레이트브리튼의 스펜서 백작 1992년 3월 29일 ~ |  |